# Довгий мох (заказник)
Довгий мох — загальнозоологічний заказник місцевого значення. Об'єкт розташований на території Овруцького району Житомирської області, ДП «Словечанське ЛГ», Велідницьке лісництво, кв. 83, вид. 18—20, 25, 26, 28, 34; кв. 84, вид. 10, 18, 24, 25, 28—30; кв. 85, вид. 24, 31; кв. 89, вид. 4, 19—21.
Площа — 85 га, статус отриманий у 1995 році.